# USCGC Hamilton (WHEC-715)
L'USCGC Hamilton (WHEC-715) est un navire de classe Hamilton de la garde côtière des États-Unis. Lancé en 1965, il sert de 1967 à 2011 avant d'être revendu à la marine philippine en mai 2011.  Il est renommé BRP Gregorio del Pilar (PS-15), navire de tête de la classe Gregorio del Pilar. C'est le deuxième navire de la marine philippine à être nommé après Gregorio del Pilar, un général révolutionnaire philippin connu pour son rôle à la bataille de Tirad durant la guerre américano-philippine (1899-1902).

## Histoire
L'USCGC Hamilton (WHEC-715) a été construit au chantier naval Avondale près de la Nouvelle-Orléans à partir du 18 décembre 1965 et lancé le 18 mars 1967. Il avait été baptisé du nom de Alexander Hamilton le Secrétaire du Trésor des États-Unis et fondateur de l'United States Revenue Cutter Service. Le navire est conçu avec un haut niveau d'habitabilité et propose un hébergement assez confortable avec la climatisation. 
L'US Coast Guard a retiré une partie de l'équipement du navire avant son transfert à la marine philippine pour utiliser ces équipements comme pièces de rechange pour ses autres navires. Il a été livré avec un nouvel armement.
Le voyage inaugural du BRP Gregorio del Pilar (PS-15) s'est déroulé du 13 mai au 23 août 2011 en passant par Alameda, la base navale de Pearl Harbor et Manille. Il a été inauguré le 14 décembre 2011 en présence du président Benigno Aquino III.
Le navire participe aux patrouilles en mer de Chine sur fond de tensions territoriales jusqu'en août 2018, date à laquelle il endommage une de ses hélices sur le récif de Hasa-Hasa. Il sera remorqué au port de Subic et restera en cale sèche jusqu'à mi-2020. Ce temps d'immobilisation est mis à profit pour procéder a une série de modernisation de ses équipements. Il ne reprend finalement la mer qu'en septembre 2022.

## Classe Gregorio del Pilar
| Nom                    | N°    | Lancement        | Mise en service  | Statut |
| ---------------------- | ----- | ---------------- | ---------------- | ------ |
| BRP Gregorio del Pilar | PS-15 | 18 décembre 1965 | 14 décembre 2011 | Actif  |
| BRP Ramon Alcaraz      | PS-16 | 1er octobre 1966 | 22 novembre 2013 | Actif  |
| BRP Andrés Bonifacio   | PS-17 | 17 juin 1967     | 21 juillet 2016  | Actif  |